# ÖoB
ÖoB AB, voorheen Överskottsbolaget, is een Zweedse winkelketen met ongeveer 100 discountwinkels. Het bedrijf heeft ongeveer 1.650 medewerkers. Het assortiment van ÖoB bestaat uit drogisterijartikelen, huishoudelijke artikelen, vrijetijdsartikelen, gereedschap, verpakte levensmiddelen en zoetwaren.

## Geschiedenis
In 1960 begon Försvarets fabriksverk (FFV) overtollig materieel te verkopen van de strijdkrachten en overheidsinstanties. Het assortiment omvatte bijvoorbeeld telefooncentrales en voertuigen, maar ook producten zoals de huidzalf van de Zweedse strijdkrachten. In 1979 werd het bedrijf omgevormd van een overheidsinstantie naar de naamloze vennootschap FFV Allmaterial. In 1982 veranderde het bedrijf zijn naam in FFV Överskott. Nadat de naamloze vennootschap was opgericht werden ook andere overtollige partijen die niet van het leger of de overheid afkomstig waren, verkocht.
In 1992 werd het bedrijf gekocht door Runsvengruppen AB. Het had toen negen winkels.
In 2018 nam Norwegian Europris een belang van 20 % in het aandelenkapitaal van de onderneming.